# Diocesi di Tacape
La diocesi di Tacape (in latino Dioecesis Tacapitana) è una sede soppressa e sede titolare della Chiesa cattolica.

## Storia
Tacape, corrispondente alla città di Gabès nell'odierna Tunisia, è un'antica sede episcopale della provincia romana della Tripolitania.
Quattro sono i vescovi documentati di Tacape. Dolcizio avrebbe dovuto partecipare al concilio cartaginese del 25 agosto 403 come rappresentante delle diocesi della Tripolitania, ma non arrivò a tempo. Fu invece presente alla conferenza di Cartagine del 411, che vide riuniti assieme i vescovi cattolici e donatisti dell'Africa romana; alla stessa riunione doveva intervenire il donatista Felice, il quale però, essendo ammalato, non poté parteciparvi. Il nome di Servilio occupa il 5º posto nella lista dei vescovi della Tripolitania convocati a Cartagine dal re vandalo Unerico nel 484; Servilio, come tutti gli altri vescovi cattolici africani, fu condannato all'esilio. Infine Gaio sottoscrisse gli atti della prima seduta del concilio cartaginese del 5 febbraio 525; benché non sia indicata la sede di appartenenza, Gaio potrebbe aver partecipato anche al concilio del 535.
Dal XIX secolo Tacape è annoverata tra le sedi vescovili titolari della Chiesa cattolica; dal 31 maggio 2010 il vescovo titolare è Dieter Geerlings, già vescovo ausiliare di Münster.

## Cronotassi

### Vescovi residenti
- Dolcizio † (prima del 403 - dopo il 411)
  - Felice † (menzionato nel 411) (vescovo donatista)
- Servilio † (menzionato nel 484)
- Gaio † (prima del 525 - dopo il 535 ?)

### Vescovi titolari
- Robert Brindle † (1º giugno 1915 - 27 giugno 1916 deceduto)
- Jan Nepomuk Sedlák † (7 luglio 1917 - 10 ottobre 1930 deceduto)
- Juan Bautista Gorordo † (19 giugno 1931 - 20 dicembre 1934 deceduto)
- Louis Parisot, S.M.A. † (11 marzo 1935 - 14 settembre 1955 nominato arcivescovo di Cotonou)
- Maurice Michael Otunga † (17 novembre 1956 - 21 maggio 1960 nominato vescovo di Kisii)
- Anthony de Saram † (27 dicembre 1962 - 22 marzo 1965 nominato vescovo di Galle)
- Arsenio Raúl Casado † (14 maggio 1975 - 7 luglio 1983 nominato vescovo di Jujuy)
- Braulio Sáez García, O.C.D. (18 febbraio 1987 - 7 novembre 1991 nominato vescovo di Oruro)
- Charles Martin Wamika (18 ottobre 1993 - 2 marzo 2010 nominato vescovo di Jinja)
- Dieter Geerlings, dal 31 maggio 2010